# Утеганов Олександр Кадирович
Олександр Кадирович Утега́нов (нар. 4 березня 1924, Верхньоудинськ — пом. 11 серпня 1991, Київ) — радянський театральний режисер; народний артист УРСР з 1978 року.

## Біографія
Народився 4 березня 1924 року в місті Верхньоудинську Бурят-Монгольської АРСР (тепер Улан-Уде, Бурятія, Росія). Член ВКП(б) з 1945 року. 1952 року закінчив Харківський інститут театрального мистецтва. Працював:
- у 1952—1954 роках — в Ізмаїльському українському музично-драматичному театрі;
- у 1954—1955 роках в Петрозаводську;
- у 1955—1958 роках в Якутську;
- у 1958—1968 роках в Алма-Аті;
- у 1968—1991 роках — в Донецькому обласному російському драматичному театрі в Жданові (до 1986 року — головний режисер).

Помер в Києві 11 серпня 1991 року. Похований в Маріуполі.

## Вистави
Серед вистав:
- «Влада темряви» Л. Толстого;
- «Ідіот» за Ф. Достоєвським;
- «Піднята цілина» за М. Шолоховим;
- «Третя патетична» М. Погодіна;
- «Сині коні на червоній траві» М. Шатрова;
- «97» М. Куліша;
- «Макар Діброва» О. Корнійчука;
- «Король Лір» В. Шекспіра;
- «Дикий Ангел» О. Коломійця.